# Daniel Carmick
Daniel Carmick, ameriški marinski častnik, * 1772, Filandelfija, Pensilvanija, † 6. november 1816.

## Življenjepis
5. maja 1798 je bil imenovan za poročnika marincev na USS Ganges in 11. julija 1798 je kot stotnik vstopil v novoustanovljeni Korpus mornariške pehote ZDA. Med kvazi vojno s Francijo je poveljeval marinskemu odredu na USS Constitution in vodil drzni napad (da bi uničil top) na trdnjavo v Puerto Plati (Santo Domingo). Pozneje je služil na ladjah v Sredozemlju in poveljeval marincem med bitko za Orleans. 28. decembra 1814 je bil ranjen med to bitko in za posledicami ran je umrl 6. novembra 1816. 
Po njem so leta 1942 poimenovali rušilec USS Carmick (DD-493).